# Blokur
Blokur es una plataforma de datos y derechos musicales con sede en Londres que ofrece informes musicales y licencias globales para productos y servicios digitales. La empresa es socio oficial de MLC (Mechanical Licensing Collective) .    En el 6 de diciembre de 2023, MLC anunció su red de comparación complementaria 'Supplemental Matching Network', que inicialmente consta de cinco empresas (incluido Blokur) que proporcionarán servicios de comparación de datos para complementar y mejorar los procesos y capacidades de comparación existentes de MLC. 

## Descripción general
La plataforma utiliza ingeniería de datos y tecnología de comparación de subgráficos para vincular grabaciones de canciones con sus composiciones subyacentes para abordar problemas con tergiversaciones de datos de canciones, dificultades para informar sobre el uso de la música e identificar la cobertura de las licencias musicales. 
Blokur publicó una Revisión de compositores de 2020, un informe que calcula el compositor global con mejor desempeño en función de su participación en las canciones más reproducidas. Tones and I encabezó la lista por ser el único compositor de su exitosa canción Dance Monkey .    La segunda entrega del informe, 2021 Songwriters' Review, fue patrocinada por The Ivor's Academy . Ese año, Olivia Rodrigo fue anunciada como la mejor compositora tras el éxito comercial de su álbum Sour .   

## Compañía
Blokur tiene asociaciones con las empresas de distribución de audio 7digital y Tuned Global.  Los financiadores de la empresa incluyen Innovate UK.  En 2022, la empresa comenzó a trabajar para construir el centro de derechos de autor de IMPEL Collective Management Limited. 